# Panopeidae
Famille
Les Panopeidae sont une famille de crabes du groupe des Xanthoidea. Elle comprend près de 100 espèces actuelles.

## Liste des genres
Eucratopsinae Stimpson, 1871
- Chasmophora Rathbun, 1914
- Cycloplax Guinot, 1969
- Cyrtoplax Rathbun, 1914
- Eucratopsis Smith, 1869
- Glyptoplax Smith, 1870
- Homoioplax Rathbun, 1914
- Malacoplax Guinot, 1969
- Odontoplax Garth, 1986
- Panoplax Stimpson, 1871
- Prionoplax H. Milne Edwards, 1852
- Robertsella Guinot, 1969
- Tetraplax Rathbun, 1901
- Thalassoplax Guinot, 1969
- †Balcacarcinus Karasawa & Schweitzer, 2006
- †Bittnereus Beschin, Busulini, De Angeli & Tessier, 2007
- †Carinocarcinus Lőrenthey, 1898
- †Glyphithyreus Reuss, 1859
- †Palaeograpsus Bittner, 1875

Panopeinae Ortmann, 1893
- Acantholobulus Felder & J. W. Martin, 2003
- Dyspanopeus J. W. Martin & Abele, 1986
- Eurypanopeus A. Milne-Edwards, 1880
- Eurytium Stimpson, 1859
- Hexapanopeus Rathbun, 1898
- Lophopanopeus Rathbun, 1898
- Lophoxanthus A. Milne-Edwards, 1879
- Metopocarcinus Stimpson, 1860
- Neopanope A. Milne-Edwards, 1880
- Panopeus H. Milne Edwards, 1834
- Rhithropanopeus Rathbun, 1898
- Tetraxanthus Rathbun, 1898
- †Laevicarcinus Lőrenthey, in Lőrenthey & Beurlen, 1929

Sous-famille indéterminée
- †Pakicarcinus Schweitzer, Feldmann & Gingerich, 2004
- †Sereneopeus Collins, 2002

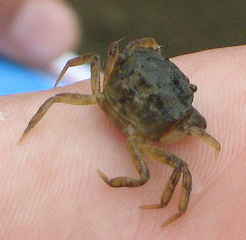
Dyspanopeus sayi
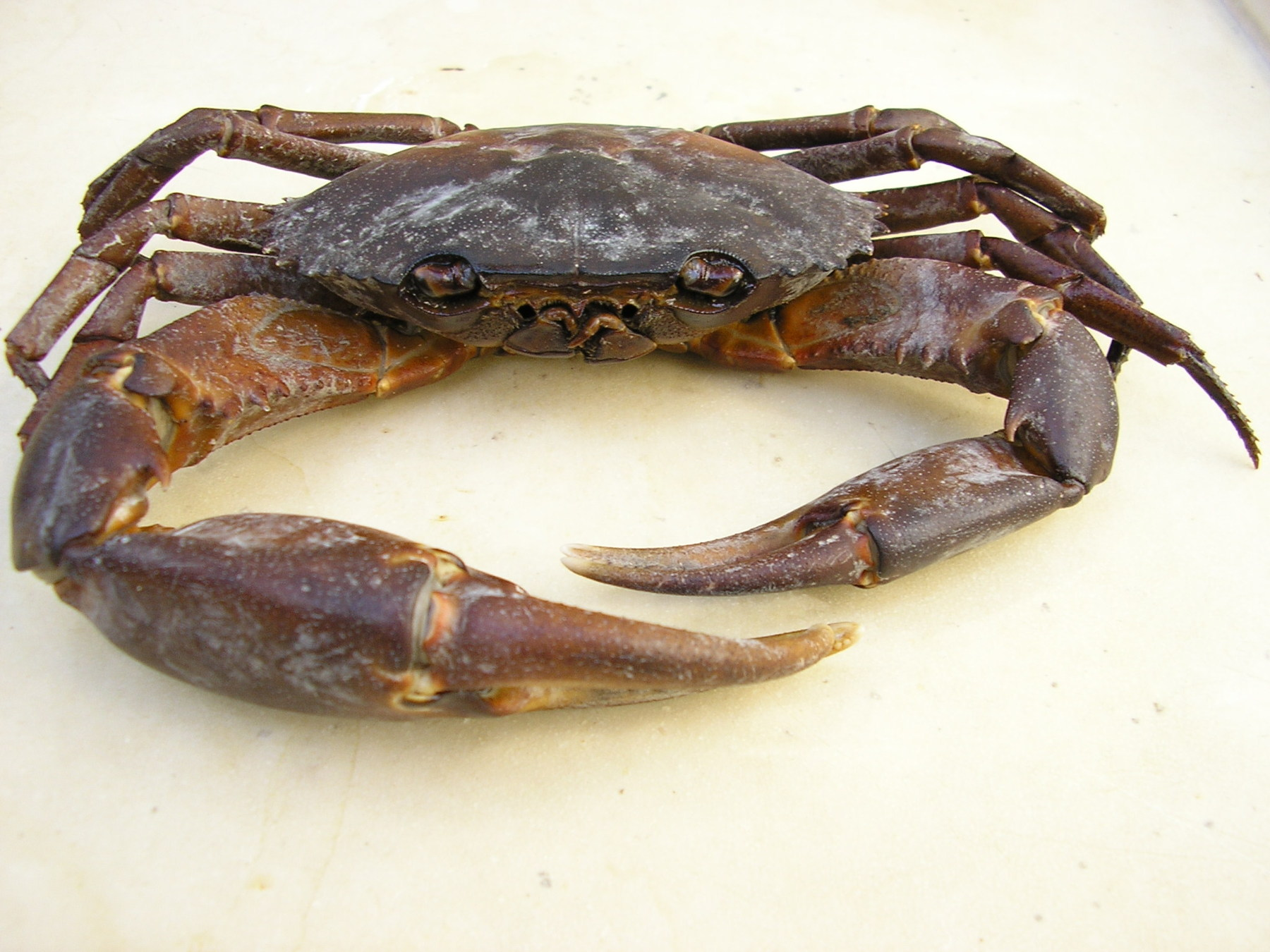
Eurytium tristani
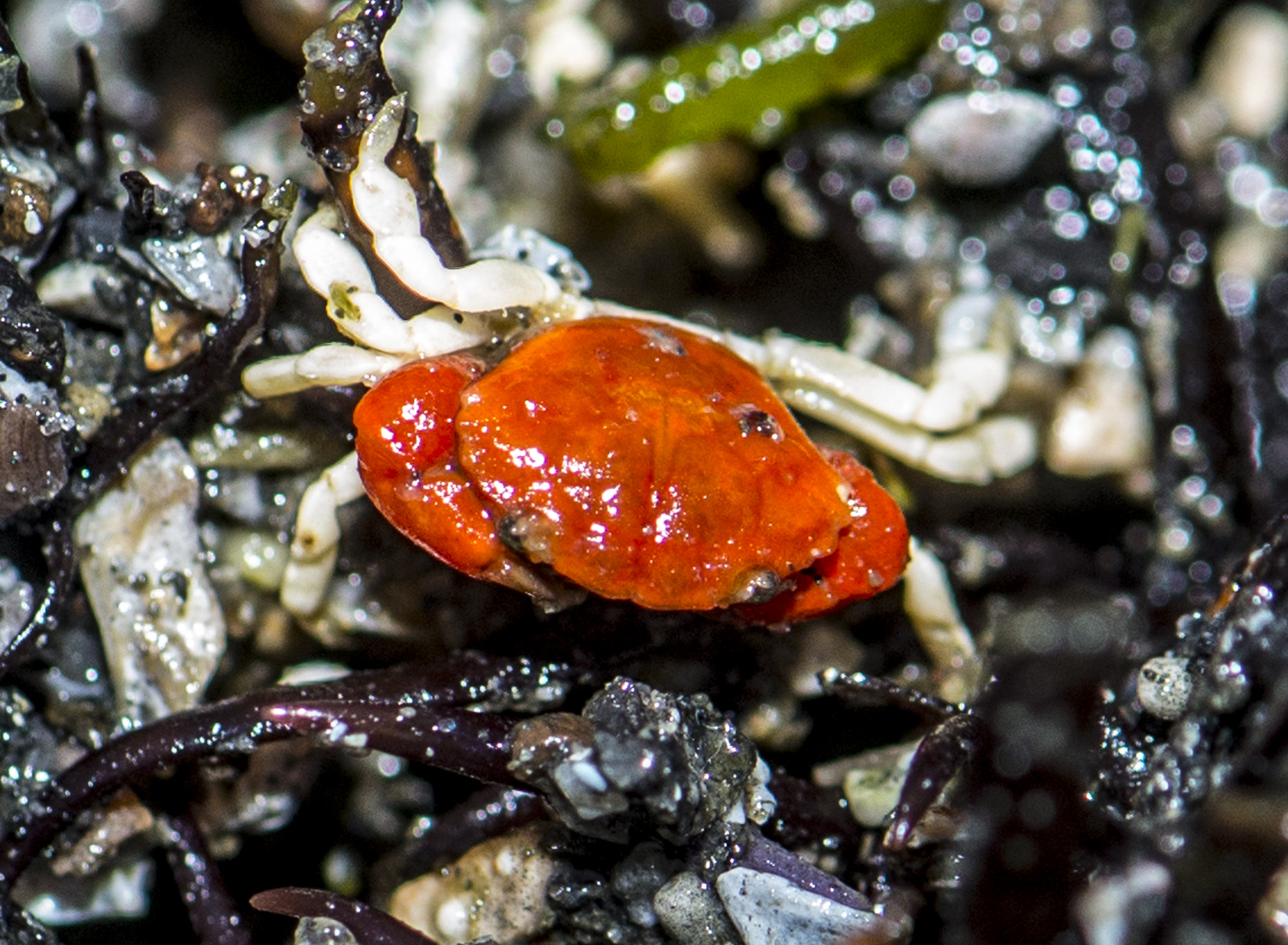
Lophopanopeus bellus
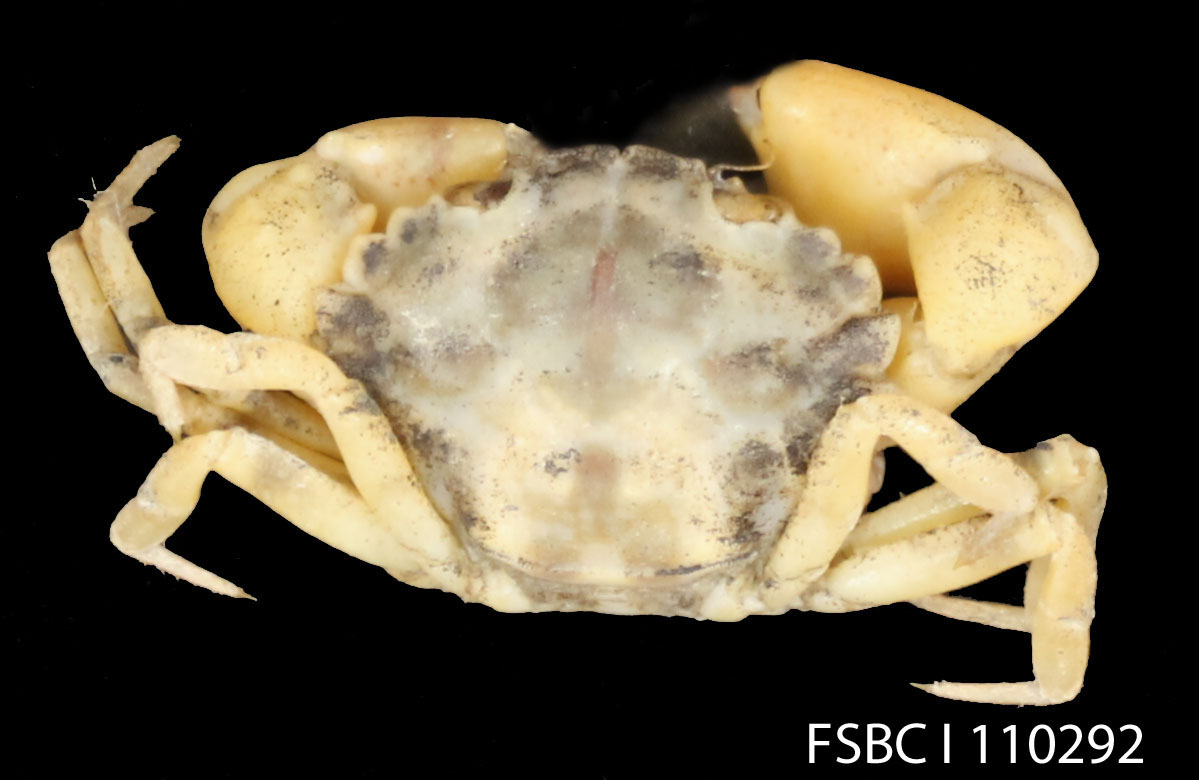
Panopeus occidentalis
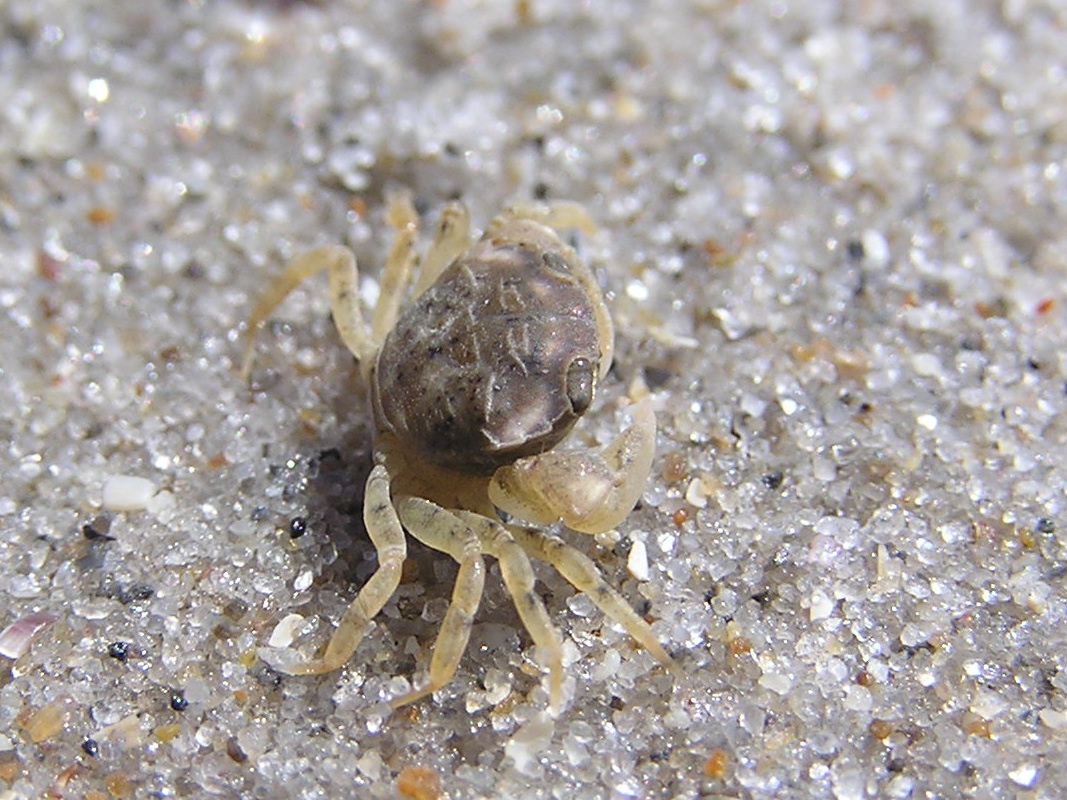
Rhithropanopeus harrisii

## Publication originale
- Ortmann, 1893 : Die Decapoden-Krebse des Strassburger Museums, mit besonderer Berücksichtigung der von Herrn Dr. Döderlein bei Japan und bei den Liu-Kiu-Inseln gesammelten und zur Zeit im Strassburger Museum aufbewahrten Formen. VII. Theil. Abtheilung: Brachyura (Brachyura genuina Boas) II. Unterabtheilung: Cancroidea, 2. Section: Cancrinea, 1. Gruppe: Cyclometopa. Zoologische Jahrbücher. Abteilung für Systematik, Geographie und Biologie der Thiere, vol. 7, n. 3, p. 411–495.

## Sources
- Ng, Guinot & Davie, 2008 : Systema Brachyurorum: Part I. An annotated checklist of extant brachyuran crabs of the world. Raffles Bulletin of Zoology Supplement, n. 17 p. 1–286.